# Ole Hesselbjerg
Ole Hesselbjerg (23 april 1990) is een middellange-afstandsloper uit Denemarken, die zich heeft toegelegd op de 3000 m steeple. Daarnaast komt hij ook uit op de lange afstanden op de baan. Hij nam eenmaal deel aan de Olympische Spelen, maar slaagde er op de 3000 m steeple niet in om de finale te bereiken.

## Loopbaan
In 2015 studeerde Hesselbjerg af in de natuurkunde aan de Eastern Kentucky University in de Verenigde Staten. Na zijn terugkeer in Denemarken werkte hij parttime in een restaurant in Kopenhagen, zodat hij tijd had voor training. Hij kwalificeerde zich niet voor de 3000 m steeple op de Olympische Spelen van 2016, maar werd uitgenodigd om deel te nemen, omdat minder dan de vereiste 45 atleten de kwalificatietijd hadden gelopen en hij dat jaar op de 44e plaats van de wereldjaarranglijst stond.

## Titels
- Deens kampioen 10.000 m - 2018
- Deens kampioen 3000 m steeple - 2007, 2012, 2013, 2014, 2015, 2016, 2017
- Deens indoorkampioen 3000 m - 2018, 2019